# Windlesham

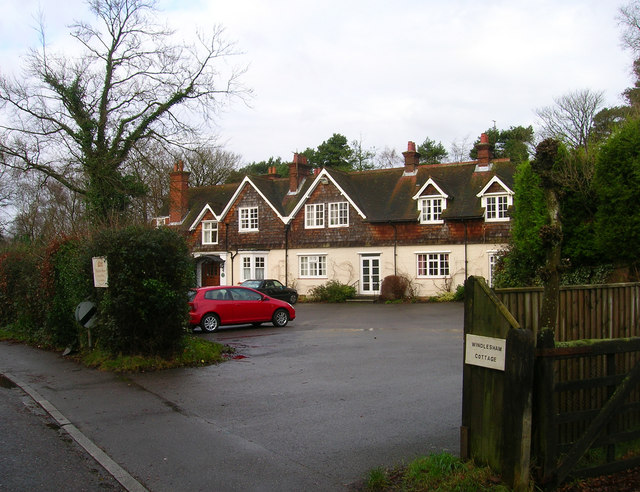
Windlesham Manor (2007), Ansicht von der Straße

Windlesham (früher: Little Windlesham, heute: Windlesham Manor) ist ein edwardianisches Landhaus, das von 1907 bis zu seinem Tod 1930 der Wohnsitz des britischen Arztes und Schriftstellers Sir Arthur Conan Doyle war.

## Hintergrund
Das zweistöckige, L-förmige Gebäude wurde um 1900 errichtet. Jeder Gebäudeflügel verfügt über fünf Giebel und fünf Fenster. Doyle kam 1906 nach Crowborough in Sussex und fand Gefallen an der Gegend. Er kaufte ein Haus in der Straße Hurtis Hill und ließ es nach seinen Wünschen umbauen und um mehr als die Hälfte erweitern. Nachdem er am 18. September 1907 seine zweite Frau, Jean Leckie, in der St Margaret’s Church in Westminster (London) geheiratet hatte, zog das Paar nach Crowborough.
In Windlesham wurden Doyles Kinder Denis Percy Stewart (1909), Malcolm Adrian (1910), und Lena Jean Annette (1912) geboren.
Doyle lebte mit seiner Familie 23 Jahre in dem Haus. Nach seinem Tod wurde er am 11. Juli 1930 neben der Gartenhütte, die er sich als Schreibraum hatte errichten lassen, beigesetzt. Seine Frau blieb bis zu ihrem Tod 1940 in Windlesham und wurde neben ihrem Ehemann beerdigt. Haus und Grundstück blieben bis 1955 im Besitz der Familie und wurden dann verkauft. Die sterblichen Überreste des Schriftstellers und seiner Frau wurden nach Minsted in New Hampshire überführt und auf dem Friedhof der New Saints Church beigesetzt.

## Heutige Nutzung
Windlesham Manor beherbergt heute ein privates Pflegeheim. Es steht aus historischen Gründen unter Denkmalschutz.